# Walsheim (Gersheim)

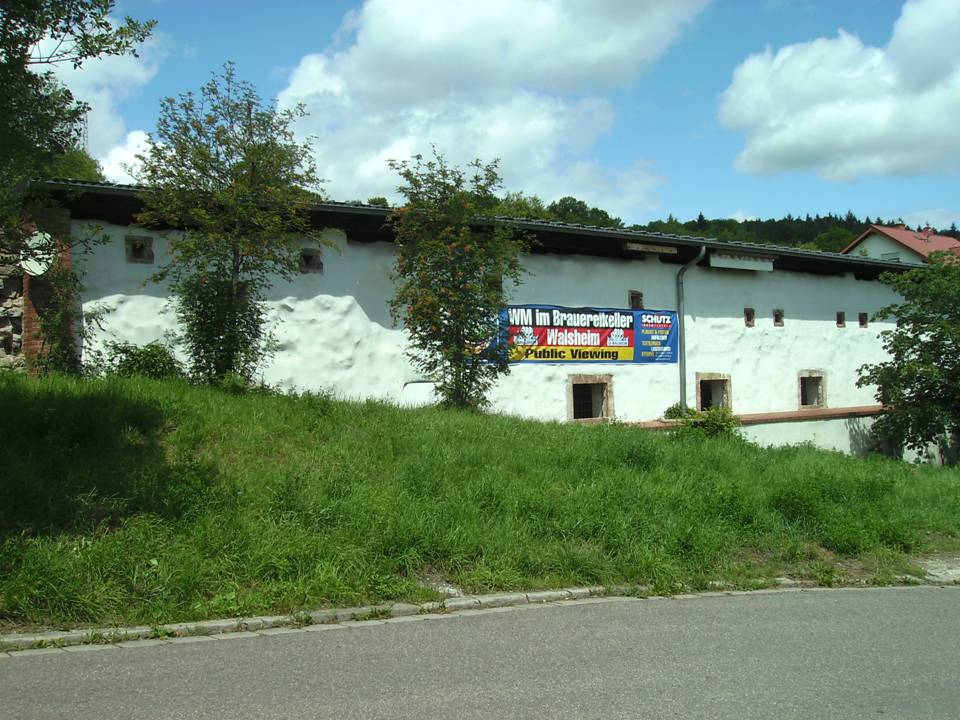
Ehemaliger Lagerkeller der Walsheimer Brauerei

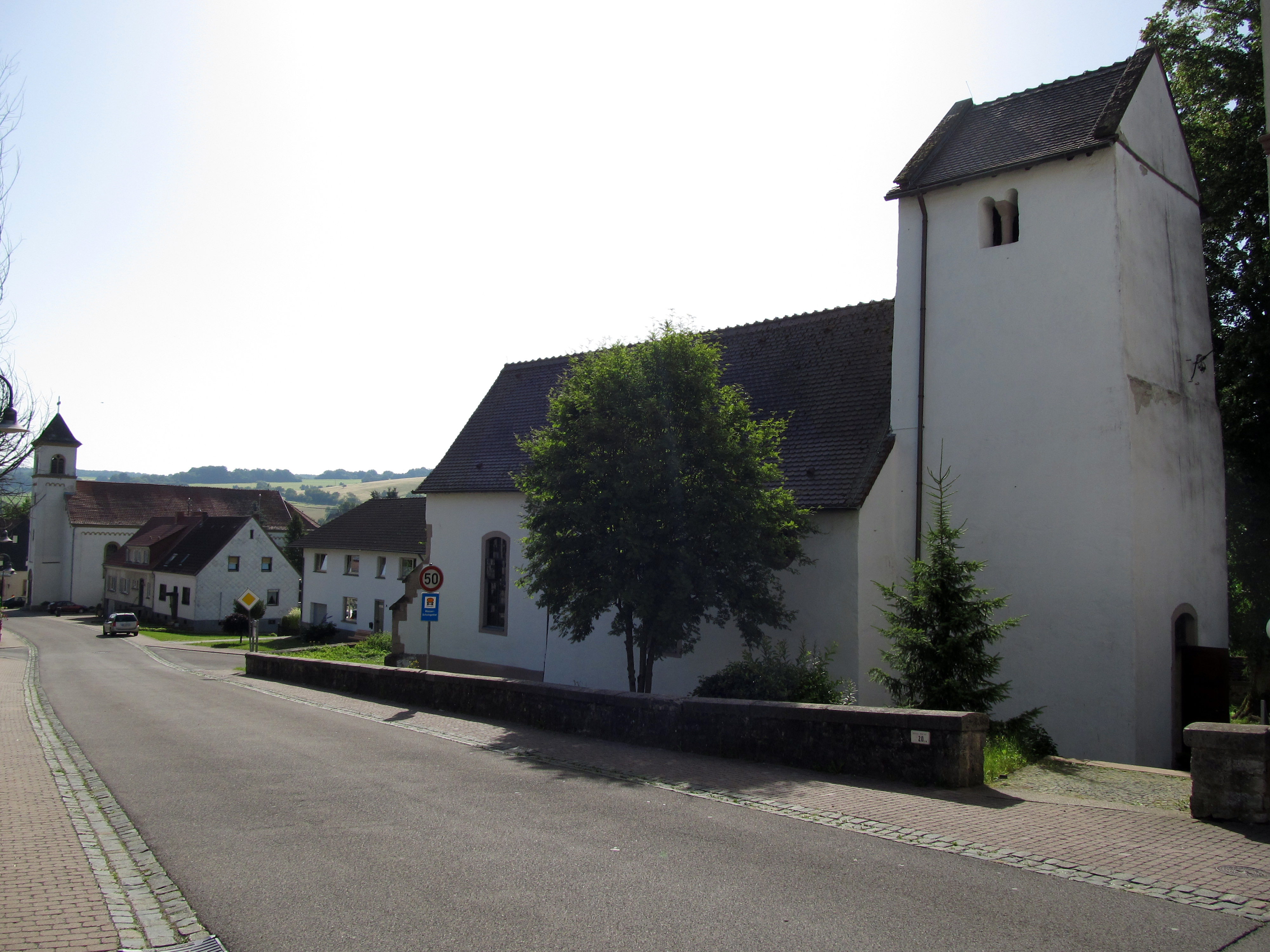
Die protestantische Kirche (vorne rechts) und die katholische Kirche (hinten links) in Walsheim

Walsheim ist ein Ortsteil von Gersheim im saarländischen Saarpfalz-Kreis. Bis Ende 1973 war Walsheim eine eigenständige Gemeinde im Landkreis Homburg.

## Lage
Walsheim liegt im Süden des Bliesgaus und wird vom Hetschenbach durchflossen.

## Geschichte
Der Ort wurde im Jahre 888 erstmals urkundlich erwähnt.
Im Rahmen der saarländischen Gebiets- und Verwaltungsreform wurde die bis dahin eigenständige Gemeinde Walsheim am 1. Januar 1974 der Gemeinde Gersheim zugeordnet.

## Politik

### Ortsrat
Sitzverteilung im Ortsrat:
- SPD 8 Sitze
- CDU 1 Sitz

(Stand: Juli 2024)

### Ortsvorsteher
Ortsvorsteher ist Rainer Bachmann (SPD). Stellvertretender Ortsvorsteher ist Marco Lorang (SPD).

## Wirtschaft
Das ehemalige Bauerndorf verfügt über zwei Vollerwerbsbetriebe, die auf Aussiedlerhöfen betrieben werden. Es gibt mehrere Gaststätten. Im Ort besteht eine Töpferei und eine große Imkerei. Außerdem gibt es eine Sensenwerkstatt. Des Weiteren existieren im Ort ein Hochbaufachbetrieb und ein Dachdeckerunternehmen, eine Schreinerei sowie ein Forstbetrieb. Zudem ist in Walsheim mit Haus Sonne, ein Lebensort für Erwachsene Menschen mit Assistenzbedarf, der größte Arbeitgeber der Gemeinde Gersheim ansässig.

## Kultur und Sehenswürdigkeiten
Bekannt wurde der Ort durch seine Brauerei, deren Produkte vor dem Kriege bis nach Übersee verkauft wurden. Letzter Zeuge ist der ehemalige Brauereikeller, der mit seinen Gewölben heute kulturellen Ereignissen dient.
Im sanierten Ortskern liegt der Duppstein, ein Kalktuffrücken, der 10.000 Jahre alt ist und sich in einer geologischen Umgebung von 200 Millionen Jahren befindet. Wahrzeichen des Ortes ist die aus dem 12. Jahrhundert stammende evangelische Kirche mit einem Sakramentshäuschen (Oculus Dei), die das typische Beispiel einer romanischen Dorfkirche darstellt.
Ebenfalls sehenswert ist die neuromanische katholische Pfarrkirche St. Pirminius. Ihr Turm wurde nach teilweiser Zerstörung im Jahr 1944 von 1956 bis 1958 wiederhergestellt und 1968/69 renoviert.

## Freizeit und Tourismus
Walsheim liegt am Saarland-Rundwanderweg, der weite Aussicht in die Pfalz und zu den Vogesen bietet.
Walsheim liegt nahe dem Bliestal-Freizeitweg, der sich auf der Trasse der ehemaligen Bliestalbahn von Sarreguemines bis nach Blieskastel erstreckt.
Es gibt einen Sportplatz mit einem neuen Spielplatz. In Walsheim gibt es einen großen Campingplatz mit einem Freibad. Wenn man dem Weg zum Freibad folgt, kommt man an das Walsheimer Echo.
In den Wäldern um Walsheim herum befindet sich ein so genannter „Nature-Fitness-Park“. Dieser besteht aus mehreren ausgeschilderten Nordic-Walking-Strecken und Wanderwegen. Oberhalb des Brauereikellers wird die Quelle der ehemaligen Brauerei für eine Kneipp-Anlage genutzt.